# Gnomidolon elegantulum
Gnomidolon elegantulum là một loài bọ cánh cứng trong họ Cerambycidae.